# Dhauladhar
Dhauladhar (Muntanya blanca) és una serralada al sud de l'Himàlaia, a l'Índia, a l'estat d'Himachal Pradesh, principalment al districte de Kangra i al districte de Chamba.
El cim més alt és just darrere de Dharamsala, i s'anomena Hanuman Ka Tiba amb una altura aproximada de 5.639 metres. Hi ha diversos cims que superen els cinc mil metres i fins al 5.200. L'altura mitjana a la vall és de 600 metres. Dharmsala o Dharamsala, capital del districte de Kangra, es troba al peu d'aquestes muntanyes.
El nom vol dir "Serralada Grisa" encara que sovint es tradueix com "Serralada Blanca" una equivalència més forçada.